# Uplink

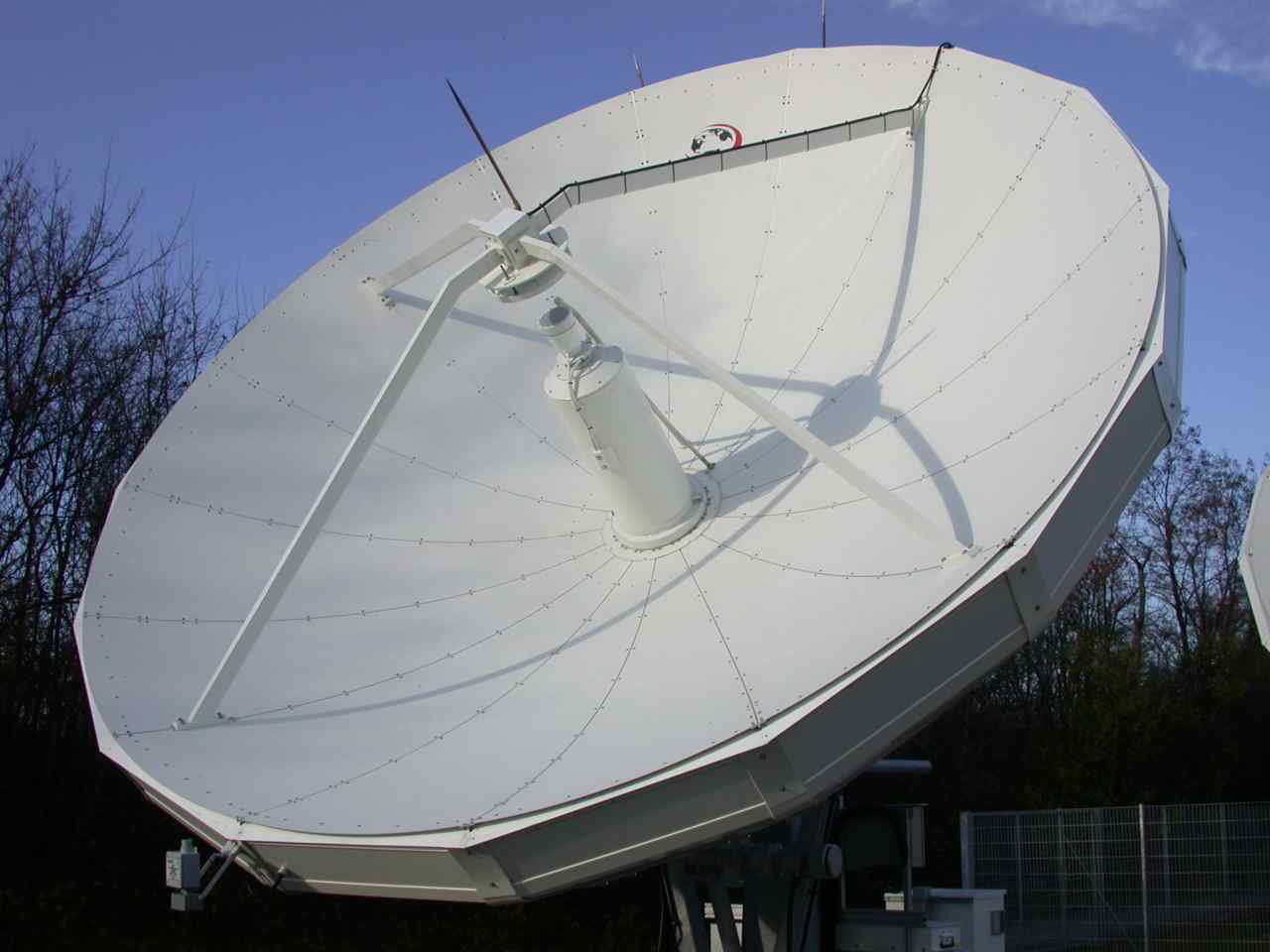
Satelliten-Uplink-Antenne

Der Uplink ([ʌplɪŋk]; deutsch „Verbindung herauf“, „Aufwärtsstrahl“) ist in der Informationstechnologie und der Telekommunikation der Anglizismus für eine Nachrichtenverbindung (englisch link), deren Datenfluss vom Endgerät in Richtung Telekommunikationsnetz verläuft. Komplementärbegriff ist der Downlink.

## Allgemeines
Gelegentlich finden sich auch die Begriffe „Vorwärtsrichtung“ für den Downlink und „Rückwärtsrichtung“ für den Uplink, entsprechend der Flussanalogie (siehe Downstream/Upstream). Der Uplink dient dem Upload (Hochladen), also der Datenübertragung in Richtung des Telekommunikationsnetzes, der Downlink dagegen dem Download (Herunterladen) aus dem Telekommunikationsnetz. Aus Sicht der Datenübertragungseinrichtung ist der Uplink der Sendekanal zum Backbone.
Downlink und Uplink markieren die Hierarchie in einem Rechnernetzwerk. Die Oberseite ist die Netzinstanz mit Downlink, die Unterseite die mit Uplink. Der Download-Pfad ist der Downlink, der Upload-Pfad entsprechend der Uplink. Downlink ist die Datenübertragung aus dem Internet zum Nutzer, Uplink die Übertragung vom Nutzer ins Internet. Der Downlink übernimmt den Datenverkehr vom Netzknoten zum Benutzer. Im Mobilfunknetz geht der Downlink von der Basisstation oder dem Netzwerkprovider zum User, der Uplink vom User zum Provider.

## Anwendungen

### Mobilfunk
Im Mobilfunk ist bei GSM der Uplink also die Richtung von der Mobilstation über Basisstation und Base Station Controller zum Vermittlungsnetz. Aus Sicht des Handynutzers ist der Uplink damit der Sendekanal. Der
Common Control Channel (CCCH) ist ein Steuerungskanal, der die Verbindungsaufnahme zwischen dem Funknetz und dem Mobilfunkgerät abwickelt. Dabei wird der Paging Channel nur im Downlink zur selektiven Adressierung eines gerufenen Mobilgerätes bei einem Verbindungswunsch aus dem Netz aktiviert, der Random Access Channel kommt nur im Uplink zum Einsatz und ermöglicht der Funkstation, bei der Feststation Kanalkapazität für den Verbindungswunsch anzufordern.
Bei LTE stehen für den Downlink die Frequenzbereiche zwischen 2620 und 2690 MHz zur Verfügung, beim Uplink 2500 bis 2570 MHz. Beim HSDPA beträgt die Datenübertragungsrate im Downlink bis 14,4 Mbit/s und im Uplink bis 10,8 Mbit/s.

### Satellitenkommunikation

Bezeichnungen der Verbindungen zwischen Erdstationen und Satellit

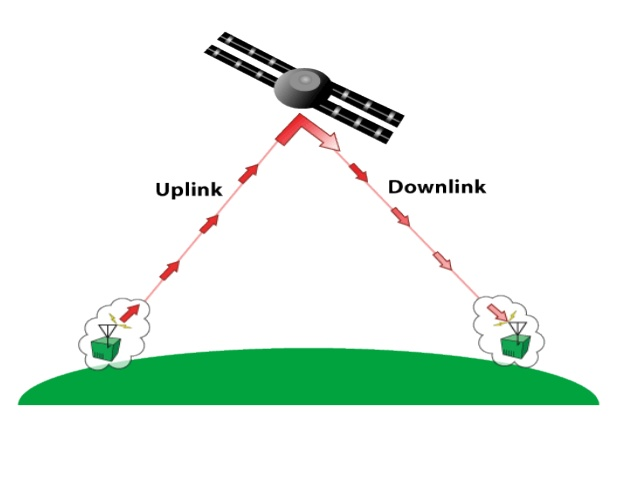
Uplink und Downlink in der Satelliten-Kommunikation

Der Begriff Uplink bezeichnet in der Satellitenkommunikation die Richtung von der Erdstation zum Satelliten, ebenso von einem mobilen Terminal zum Satelliten.
Üblicherweise werden die Uplinkstationen zu Satelliten von den Satellitenbetreibern betrieben. Einige Nutzer von Satellitensystemen betreiben jedoch eigene Uplinkstationen, um den Aufwand für die Übertragung zur Uplinkstation des Satellitenbetreibers zu sparen. Weiters gibt es Kunden, die mobile Uplinkstationen verwenden, z. B. für die Satellitenberichterstattung oder Satellitentelefon.
Im Satelliten wird die Uplinkfrequenz empfangen und auf eine davon verschiedene Downlinkfrequenz umgesetzt, um dann zur Erde zurückgestrahlt zu werden. Um eine möglichst große Ausleuchtzone („Footprint“) bei möglichst kleinen Satellitenschüsseln zu gewährleisten, werden die Signale vom Satelliten verstärkt und je nach Satellit (selten auch je nach Transponder) auf einen ganz bestimmten Teil der Erde, welcher sich im Sichtfeld des Satelliten befinden muss, zurückgesendet.
Die Uplinkstationen übertragen die Signale zum Satelliten im Ku-Band auf den Frequenzen 12,75–13,25 GHz, 13,75–14,5 GHz und 17,3–18,1 GHz.
Mit Uplink wird die Datenübertragung vom Fernsehsender/Rundfunksender zum Satelliten, mit Downlink die Übertragung vom Satelliten zur Satellitenantenne des Empfängers bezeichnet. Europäische Sender arbeiten im Ku-Band – der Frequenzbereich des Downlinks liegt dabei zwischen 10,7 und 12,75 GHz, beim Uplink zwischen 13 und 18 GHz.

### Rechnernetze
In Computernetzwerken ist mit Uplink die Verbindung eines Konzentrators (Hub, Switch) zum nächsten Konzentrator gemeint.
Man kann Benutzerports, an die Endgeräte wie Hosts, Computer und Drucker angeschlossen werden, unterscheiden von den Uplinkports, über die der nächste Konzentrator erreicht werden kann. Da die digitalen Daten vieler Benutzerports über nur einen oder wenige (Bündelung, Resiliency, Spannbaum) Uplinkports weitergereicht werden, sind diese meist deutlich leistungsfähiger ausgelegt.
Da an jeden Benutzerport wieder ein Netzwerkkonzentrator angeschlossen werden könnte, ist der Übergang zwischen Benutzerports und Uplinkports fließend.
Beim Uplinkport eines Konzentrators sind gegenüber einem Benutzerport die Sende- und Empfangsleitung vertauscht. Bei modernen Geräten sind die Ports jedoch häufig mit einer Funktionalität ausgestattet, die Auto Uplink (auch Auto MDI-X) genannt wird. Diese Ports erkennen selbständig, ob ein Vertauschen der Sende- und Empfangsleitungen nötig ist, separate Uplinkports bzw. der Einsatz von Crossover-Kabeln sind damit überflüssig.

## Weblink
- Web Archive: „Andreas Voigt: Was sind eigentlich...Uplink-Frequenzen ?, in sbc-online.de“ (Memento vom 18. Februar 2005 im Internet Archive)